# Concierto de Aranjuez

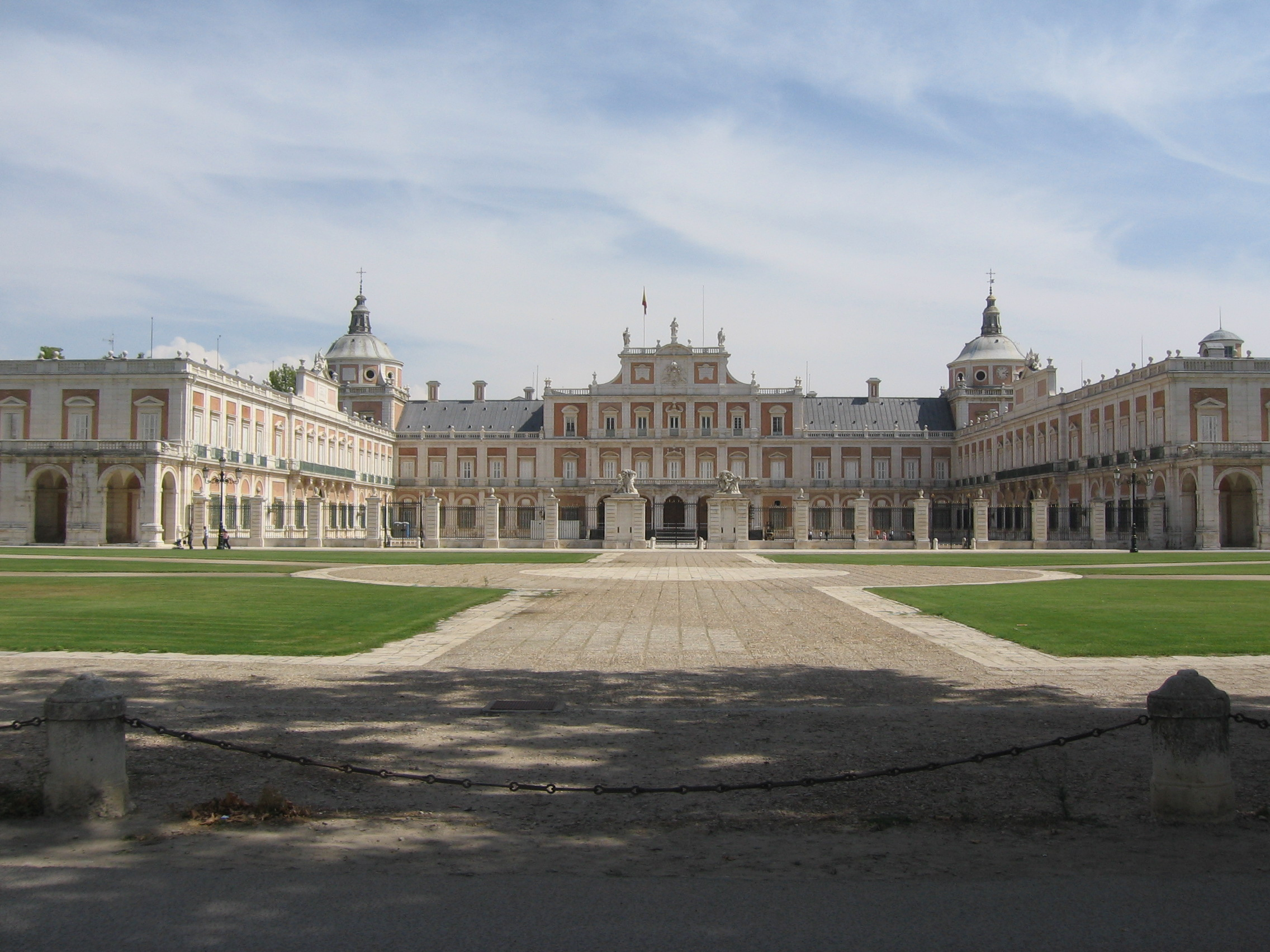
Cung điện Vương thất Aranjuez, Madrid

Concierto de Aranjuez là bản concerto dành cho đàn guitar của nhà soạn nhạc người Tây Ban Nha Joaquín Rodrigo. Được sáng tác vào năm 1939, đây được coi là sáng tác tiêu biểu nhất sự nghiệp của Rodrigo, góp phần đưa ông trở thành một trong những nhạc sĩ người Tây Ban Nha vĩ đại nhất thế kỷ 20.
Giai điệu chính được lấy cảm hứng từ khu vườn uyển trong Cung điện Vương thất Aranjuez – dinh thự nghỉ xuân được vua Philip II xây dựng vào nửa cuối thế kỷ 16, rồi được cải tạo lại vào thế kỷ 18 bởi vua Ferdinand VI. Tác phẩm nhằm đưa người nghe tới những khoảnh khắc khác nhau qua cảnh sắc thiên nhiên.

## Sáng tác
Theo chính tác giả, phần 1 của tác phẩm "vui tươi với những tâm hồn nhảy múa và tràn đầy sinh lực... bị xáo động bởi một nhịp độ lớn không ngừng", phần 2 là "cuộc đối thoại giữa guitar cùng các nhạc cụ khác", còn phần cuối "tái hiện lại điệu nhảy với nhịp kép và ba đảo tốc cho tới kết bài". Rodrigo cũng miêu tả giai điệu mang đầy đủ "hương thơm của hoa mộc lan, tiếng chim hót và tiếng đài phun nước" có trong khu vườn Aranjuez.
Rodrigo và vợ Victoria luôn giữ bí mật về việc sáng tác phần 2 của tác phẩm này, cũng là giai điệu vô cùng nổi tiếng mà nhiều người cho rằng nó được lấy cảm hứng từ sự kiện đánh bom Guernica vào năm 1937. Trong cuốn hồi ký của mình, Victoria đã viết rằng phần 2 được lấy cảm hứng từ niềm vui tuần trăng mật xen lẫn nỗi buồn của Rodrigo sau lần đầu bà bị sẩy thai. Tác phẩm được sáng tác toàn bộ tại Paris. Rodrigo sau đó đề tặng bản concerto này cho nghệ sĩ guitar Regino Sainz de la Maza.
Rodrigo là một nghệ sĩ dương cầm song gần như bị mù hoàn toàn từ năm 3 tuổi. Ông chưa từng chơi guitar, nhưng được coi là một trong những nghệ sĩ ảnh hưởng lớn nhất tới nhạc cụ này tại Tây Ban Nha.

## Trình diễn
Concierto de Aranjuez lần đầu được trình diễn ngày 9 tháng 11 năm 1940 tại Palau de la Música Catalana tại thành phố Barcelona do Regino Sainz de la Maza trình bày cùng Dàn nhạc Giao hưởng thành phố Barcelona, chỉ huy bởi César Mendoza Lasalle.
Bản concerto được trình diễn tại Madrid lần đầu tiên vào ngày 11 tháng 12 năm 1940 tại Teatro Español de Madrid cũng bởi Saint de la Maza, chỉ huy bởi Jesús Arámbarri. Rey de la Torre là người đầu tiên trình diễn tác phẩm này tại Mỹ ngày 19 tháng 11 năm 1959 cùng Dàn nhạc Cleveland, chỉ huy bởi Robert Shaw.

## Lưu trữ âm thanh
- Video of Adagio bởi Xuefei Yang (11.1 MB)
- Concierto de Aranjuez Synthesizer remake bởi Phonic Hearing